# Allison Tolman
Allison Cara Tolman (18 de novembre de 1981) és una actriu estatunidenca nascuda a Harris County (Texas). Va fer el paper de l'agent Molly Solverson en la primera temporada de la sèrie Fargo de FX, guanyant nominacions a Premis Globus d'Or i Premis Emmy.

## Filmografia

### Cinema
| Any  | Títol                      | Paper                    | Notes        |
| ---- | -------------------------- | ------------------------ | ------------ |
| 2009 | A Thousand Cocktails Later | Mandy                    | Curtmetratge |
| 2015 | Addicted to Fresno         | Ruby                     |              |
| 2015 | El regal (The Gift)        | Lucy                     |              |
| 2015 | Krampus                    | Linda                    |              |
| 2017 | Barracuda                  | Merle                    |              |
| 2017 | La casa                    | Dawn Mayweather          |              |
| 2017 | Killing Gunther            | Mia                      |              |
| 2018 | Family                     | Cheryl Stone             |              |
| 2018 | The Sisters Brothers       | Xica del Mayfield Saloon |              |